# プラノ駅
プラノ駅（英語：Plano Station）は、イリノイ州プラノ ウェスト・メイン・ストリート101にある駅。全米各地を結ぶ旅客鉄道のアムトラックが乗り入れている。

## 利用可能な鉄道路線／列車
アムトラックのプラノ駅に発着する列車は下記の通り。
シカゴとクインシー間の昼行中距離列車イリノイ・ゼファー号…1日1往復停車
シカゴとクインシー間の昼行中距離列車カール・サンドバーグ号…1日1往復停車